# Prémétro de Buenos Aires
La capitale de l'Argentine compte une ligne de tramway désigné sous de le nom de Premetro ou Línea P. Cette ligne, appelée ligne E2 dans la numérotation du réseau de métro de Buenos Aires, est longue de 7,4 km et dessert 17 stations.

## Historique
La ligne de tramway fut conçue comme une ligne de rabattement des passagers venant de la banlieue General Savio vers la ligne de métro E afin d'en augmenter la fréquentation. La ligne se divise en deux branches, E1 vers Lugano et E2 vers General Savio. Cette ligne devait faire partie d'un réseau de tramway dont la construction n'a jamais été lancée.
La plus grande partie des travaux a été effectué par un consortium de sociétés locales composé de Techint, Sade, Desaci et Polledo, la boucle finale étant construite par un consortium composé de Benito Roggio, Ormas, Bacigalupi et De Stkfano. Le trafic attendu était de 34 000 passagers par jour : 25 doublets bi-directionnels furent commandés aux sociétés Materfer et Fabricaciones Militares.
La ligne E2 fut ouverte par étapes à partir d'avril 1987 et inaugurée le 27 août sous la présidence du maire de la ville, le Dr Facundo Suarez Lastra. Cette ligne, dont la longueur de 6 km relie Saguier, où se trouve une station de correspondance avec la ligne E (à Plaza de los Virreyes), à General Savio. Huit véhicules rénovés y circulèrent à l'origine avec des intervalles de 7 1/2 minutes, effectuant le trajet complet en 24 minutes.

## Réseau actuel
Le trajet entre Intendente Saguier et Général Savio est de 7,4 km et celui de Intendente Saguier à Centro Civico est de 6,4 km. La longueur totale est de 6,9 km de voies doubles et de 500 m de voie simple.

### Aperçu général
La ligne dessert 17 stations :
- Intendente Saguier ( Ligne E Métro)
- Balbastro
- Mariano Acosta
- Somellera
- Ana María Janer (anciennement Fuerza Aérea)
- Fátima, mise en service en mars 2000
- Fernández de la Cruz
- Presidente Illia (connexion avec la ligne Belgrano Sur)
- Parque de la Ciudad
- Escalada
- Pola, mise en service en novembre 2006

Branche 1 (Centro Cívico)
- Ana Díaz
- Centro Cívico

Branche 2 (General Savio)
- Larrazabal (anciennement Armada Argentina)
- Nicolás Descalzi (anciennement Ministro Carrillo)
- Gabino Ezeiza
- General Savio

### Exploitation et fréquentation
Le tramway est exploité par la société concessionnaire du métro comme une ligne de rabattement sur la ligne E du métro. La ligne est peu utilisée (2,74 millions de voyageurs en 2006) et sa fréquentation baisse depuis (un peu plus d'un million de voyageurs en 2015).

### Le matériel roulant
Les 25 doublets tramways commandés à Materfer n'arrivèrent qu'à partir de la mi-1988. Finalement seuls 20 trains furent livrés, ce qui ne dérange pas le service puisque, du fait de la fréquentation, huit trains seulement sont nécessaires.